# Великий (остров, Кандалакшский залив)
Великий — крупнейший остров в Кандалакшском заливе Белого моря. Административно входит в Кандалакшский район Мурманской области. Расположен на широте полярного круга. Длина — 21 км, ширина — 8 км, высота — до 79 м.
Остров покрыт лесом, но его гранитные берега растительности лишены. Средняя и северная части острова холмисты. На юго-востоке остров оканчивается скалистым мысом Корожным. В центре острова находятся озёра Кумяжьи. Остров отделяют от материка пролив Великая Салма (ширина 3 км) и губа Бабье Море. На материке напротив острова расположена Беломорская биологическая станция МГУ.
На территории острова гнездятся птицы. Остров являются частью Кандалакшского заповедника, поэтому на острове и прилегающей к нему 500-метровой зоне запрещены плавание судов, высадка людей на остров и охота. В начале XX века на острове располагалась старообрядческая пустынь.